# Naoto Saito
Pour les articles homonymes, voir Saito.

a Compétitions nationales et continentales officielles uniquement.

b Matchs officiels uniquement.
Dernière mise à jour le 30 juin 2025.
Naoto Saito (齋藤直人, Saitō Naoto), né le 26 août 1997 dans la préfecture de Kanagawa (Japon), est un joueur international japonais de rugby à XV évoluant au poste de demi de mêlée.

## Carrière

### En club
Naoto Saito commence à pratiquer le rugby à l'âge de trois ans. Au lycée, il joue avec l'équipe de Toin Gakuen HS, dont il est le capitaine à l'occasion du Tournoi national lycéen de Hanazono en 2016,.
Après le lycée, il rejoint l'Université Waseda, et joue en championnat japonais universitaire avec le club de l'université entre 2016 et 2020. Il est à nouveau nommé capitaine de son équipe, pour sa dernière saison à l'université.
Alors qu'il joue encore au niveau universitaire, il est retenu par la franchise japonaise de Super Rugby des Sunwolves pour disputer la saison 2020. Pour la dernière saison de cette équipe en Super Rugby, la compétition a lieu en même temps que le championnat national, ce qui conduit au recrutement de joueurs étrangers ou universitaires, comme Saito. Il joue son premier match au niveau professionnel 1er février 2020 contre les Melbourne Rebels. Il joue six matchs, dont deux titularisations, avant que la saison ne soit arrêtée à cause de la pandémie de Covid-19.
Après avoir terminé son parcours universitaire, il rejoint en 2021 le club des Suntory Sungoliath situé à Fuchū et qui évolue alors en Top League. Il est alors mis en concurrence avec Yutaka Nagare, qui est alors le titulaire au poste de demi de mêlée en sélection nationale. Il joue neuf matchs lors de sa première saison, et inscrit trois essais. L'année suivante, à l'occasion de la réforme du championnat japonais, son équipe est placée en première division division de la nouvelle League One, et se voit renommé Tokyo Sungoliath. Saito se distingue en 2022 en inscrivant six essais en autant de titularisations en championnat. Il devient le co-capitaine de son équipe à la suite de cette saison. 

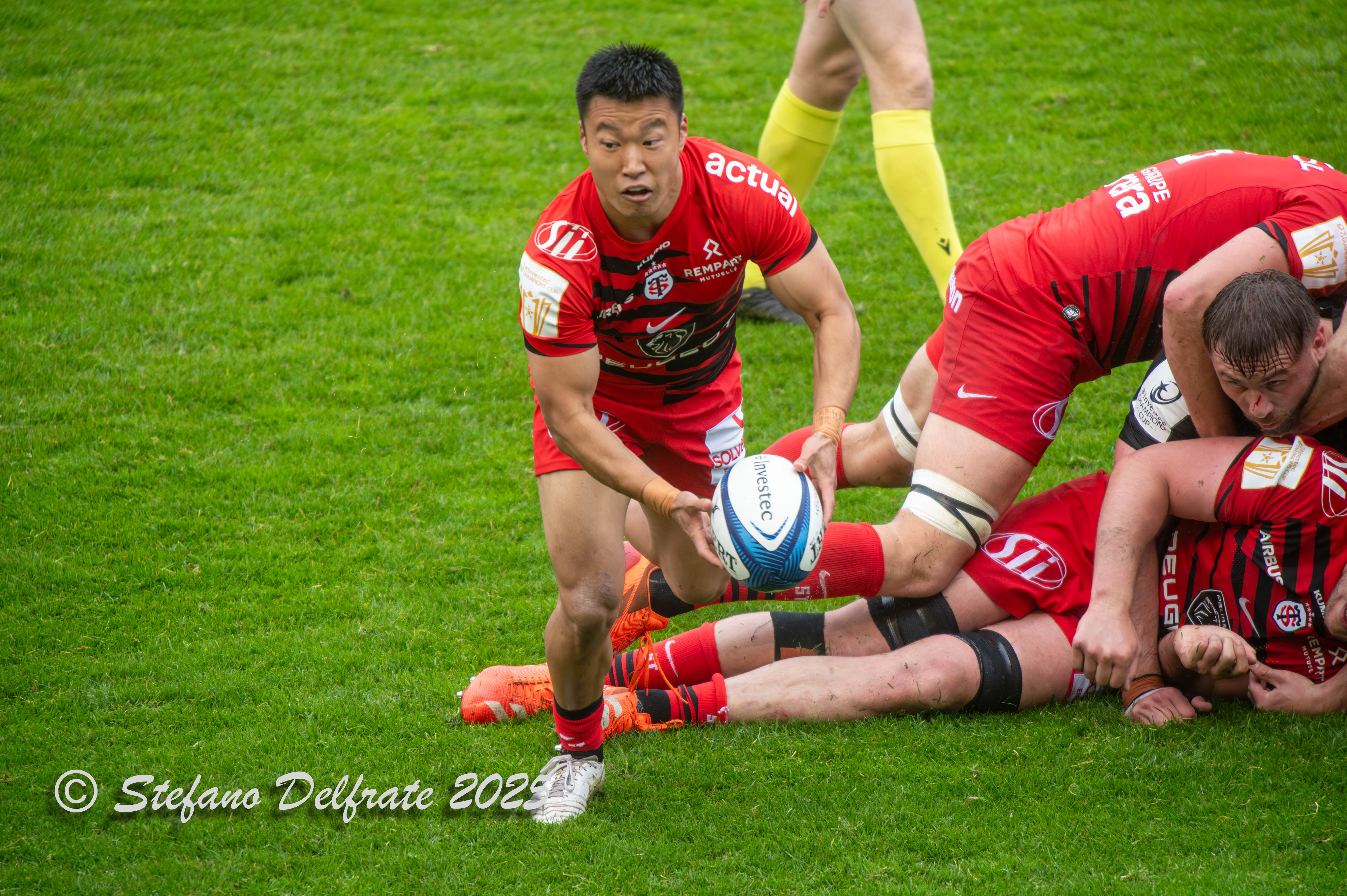
Naoto Saito, en 2025, avec le Stade toulousain.

En juin 2024, il s'engage avec le Stade toulousain en Top 14, sur la base d'un contrat d'une saison. Régulièrement utilisé par Ugo Mola, il gagne du temps de jeu en fin de saison après la grave blessure d'Antoine Dupont, se partageant alors le poste de demi de mêlée avec Paul Graou,. En juin, il prolonge son contrat pour une année supplémentaire après avoir disputé 19 rencontres toutes compétitions confondues avec le club (avant la phase finale de championnat). Replaçant de Graou lors de la phase finale, il joue cinq minutes en fin de match face à l'Aviron bayonnais en demi finale, puis n'entre pas jeu lors de la finale que son équipe remporte face à l'Union Bordeaux Bègles,.

### En équipe nationale
Naoto Saito représente la sélection scolaire japonaise en 2016.
Il est retenu avec la sélection japonaise des moins de 20 ans en 2016 et 2017,. Il est sélectionné pour disputer le trophée mondial des moins de 20 ans en 2017 avec les Baby Blossoms, mais ne joue aucune rencontre.
Entre 2017 et 2019, il joue avec l'équipe des Junior Japan (sélection nationale réserve japonaise), à l'occasion du Pacific Challenge,.
Il est appelé pour la première fois pour évoluer avec l'équipe du Japon en août 2018 par le sélectionneur Jamie Joseph, alors qu'il est encore un joueur universitaire, à l'occasion d'un camp d'entraînement en vue de la Coupe du monde 2019,.
Il est ensuite rappelé en sélection en avril 2021. Il obtient sa première cape internationale le 26 juin 2021, à l’occasion d'un match contre les Lions britanniques à Murrayfield Stadium. Il est titularisé pour la première fois la semaine suivante face à l'Irlande, et inscrit son premier essai au niveau international à cette occasion.
Il est appelé dans le groupe japonais pour la préparation de la Coupe du monde 2023. Il est ensuite retenu dans la sélection finale pour le Mondial,. Remplaçant de Yutaka Nagare lors des deux premiers matchs, il profite ensuite de la blessure de celui ci pour débuter les deux dernières rencontres,.

## Palmarès

### En club
- Finaliste du Championnat du Japon en 2021 et 2022 avec les Tokyo Sungoliath.
- Vainqueur du Championnat de France en 2025 avec le Stade toulousain.

## Statistiques internationales
- 21 sélections avec le Japon depuis 2021.
- 20 points (4 essais).

- Participation à la Coupe du monde 2023 (4 matchs).